# Nathan Cohen (aviron)
Pour les articles homonymes, voir Nathan Cohen.
Nathan Cohen, né le 2 janvier 1986 à Christchurch, est un rameur néo-zélandais pratiquant l'aviron. Il est double champion du monde en deux de couple et champion olympique aux Jeux olympiques d'été de 2012.

## Palmarès

### Jeux olympiques
- Jeux olympiques d'été de 2012 à Londres
  -  Médaille d'or en deux de couple

### Championnats du monde
- Championnats du monde d'aviron 2010 à Karapiro
  -  Médaille d'or en deux de couple
- Championnats du monde d'aviron 2011 à Bled
  -  Médaille d'or en deux de couple